# Экспериментальный сельсовет
Экспериментальный сельсовет — сельское поселение в Оренбургском районе Оренбургской области Российской Федерации.
Административный центр — посёлок Экспериментальный.

## История
24 сентября 2004 года в соответствии с законом Оренбургской области № 1472/246-III-ОЗ образовано сельское поселение Экспериментальный сельсовет, установлены границы муниципального образования.

## Население
| 2010  | 2012  | 2013  | 2014  | 2015  | 2016  | 2017  |
| ----- | ----- | ----- | ----- | ----- | ----- | ----- |
| 2662  | ↗2694 | ↗2711 | ↗2821 | ↗2903 | ↗3016 | ↗3081 |
| 2018  | 2019  | 2020  | 2021  |       |       |       |
| ↗3153 | ↗3173 | ↗3195 | ↗3220 |       |       |       |

## Состав сельского поселения
| № | Населённый пункт  | Тип населённого пункта          | Население |
| - | ----------------- | ------------------------------- | --------- |
| 1 | № 20              | железнодорожный разъезд         | 206       |
| 2 | Светлогорка       | посёлок                         | 266       |
| 3 | Чистый            | посёлок                         | 262       |
| 4 | Экспериментальный | посёлок, административный центр | ↗1928     |